# Харін Дмитро Вікторович
Дмитро Вікторович Харін (рос. Дми́трий Ви́кторович Ха́рин, нар. 16 серпня 1968, Москва) — радянський, згодом російський футболіст, що грав на позиції воротаря. Виступав, зокрема, за клуб «Челсі», а також національну збірну Росії.
Дворазовий володар Кубка СРСР. Чемпіон СРСР. Володар Кубка Англії. Володар Кубка англійської ліги. Дворазовий володар Кубка шотландської ліги. Дворазовий чемпіон Шотландії. Володар Кубка Шотландії. Володар Кубка Кубків УЄФА. Володар Суперкубка УЄФА. У складі збірної — олімпійський чемпіон.

## Клубна кар'єра
У дорослому футболі дебютував 1984 року виступами за команду клубу «Торпедо» (Москва), в якій провів три сезони, взявши участь у 63 матчах чемпіонату. За цей час виборов титул володаря Кубка СРСР.
Згодом з 1988 по 1992 рік грав у складі команд клубів «Динамо» (Москва) та ЦСКА (Москва). Протягом цих років додав до переліку своїх трофеїв ще один титул володаря Кубка СРСР, ставав чемпіоном СРСР.
Грою за останню команду привернув увагу представників тренерського штабу клубу «Челсі», до складу якого приєднався 1992 року. Відіграв за лондонський клуб наступні сім сезонів ігрової кар'єри. За цей час додав до переліку своїх трофеїв титул володаря Кубка Англії, ставав володарем Кубка Кубків УЄФА.
Протягом 1999–2002 років захищав кольори шотландського «Селтіка». За цей час додав до переліку своїх трофеїв два титули чемпіона Шотландії, хоча у складі команди з Глазго виходив на поле вкрай нерегулярно.
Завершив професійну ігрову кар'єру у нижчоліговому клубі «Горнчерч», за команду якого виступав у 2003 році.

## Виступи за збірні
1987 року дебютував в офіційних матчах у складі національної збірної СРСР. Протягом наступних п'яти років провів у формі головної команди Радянського Союзу 6 матчів. 1992 року також відіграв 9 ігор за збірну СНД, команду яка представляла пострадянський простір на чемпіонаті Європи 1992 року.
У складі вже російської збірної був учасником чемпіонату світу 1994 року у США, чемпіонату Європи 1996 року в Англії.

## Титули і досягнення
- Володар Кубка СРСР (2):

«Торпедо» (Москва): 1985-86
ЦСКА (Москва): 1990-91
- Чемпіон СРСР (1):

ЦСКА (Москва): 1991
- Володар Кубка Англії (1):

«Челсі»: 1996-97
- Володар Кубка англійської ліги (1):

«Челсі»: 1997-98
- Володар Кубка шотландської ліги (2):

«Селтік»: 1999-00, 2000-01
- Чемпіон Шотландії (2):

«Селтік»: 2000-01, 2001-02
- Володар Кубка Шотландії (1):

«Селтік»: 2000-01
- Володар Кубка Кубків УЄФА (1):

«Челсі»: 1997-98
- Володар Суперкубка УЄФА (1):

«Челсі»: 1998
Збірні
- Олімпійський чемпіон: 1988
- Чемпіон Європи (U-16): 1985
- Чемпіон Європи (U-21): 1990